# Villa Riva
Villa Riva è un comune della Repubblica Dominicana di 30.524 abitanti, situato nella Provincia di Duarte. Comprende, oltre al capoluogo, quattro distretti municipali: Agua Santa del Yuna, Cristo Rey de Guaraguao, Las Taranas e Barraquito.